# 喫茶文化

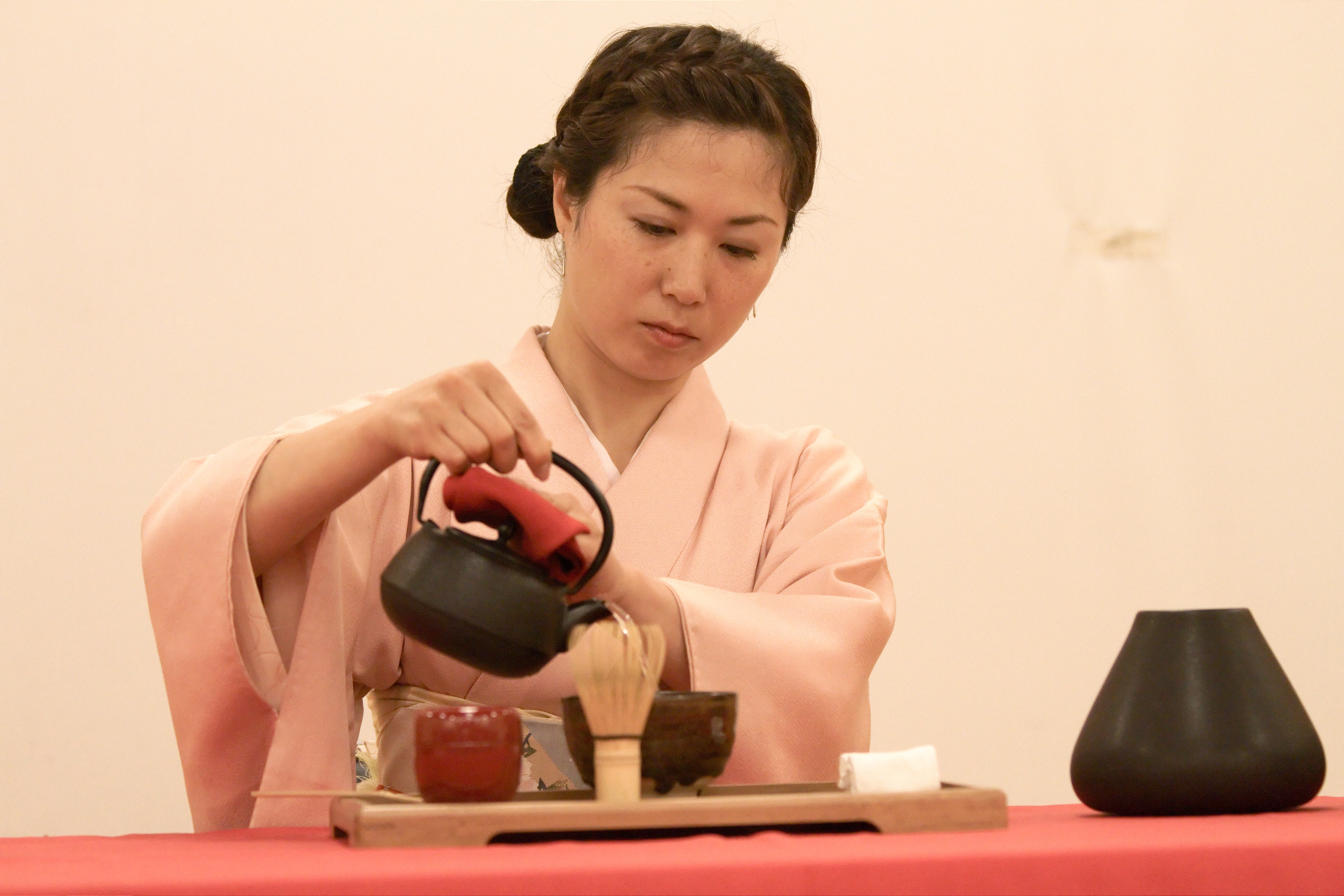
日本の茶道を披露する女性

喫茶文化（きっさぶんか）は、茶の製造過程や消費方法、人々が茶に与えられる影響、 茶を飲むことの美学によって定義される。これは、茶の生産、茶の淹れ方、茶の芸術と儀式、社会、歴史、健康、道徳、教育、そして交流とメディアの側面も含む。
お茶が重要な役割を果たしている国もある。お茶は一般的に社会的なイベントで消費され、たくさんの文化がこれらのイベントのために、複雑で決まった形式の儀礼を生み出した。アフタヌーンティーは広く知られているイギリスの習慣である。中国のお茶文化に基づくお茶の儀礼は、日本式の茶道や、韓国式の茶礼のように、東アジアの中でも異なる。お茶の淹れ方が大きく異なることもある。例えばチベットでは、一般的に、飲み物は塩とバターと一緒に淹れられる。お茶は、小さな私的な集まり(ティーパーティー)で飲用されるか、或いは公共の場(社会的インタラクションの場として設けられたティーハウス・ティールーム)で飲用されることもある
大英帝国は自らのお茶に対する解釈を、その領土や植民地に広めた。そこには、現在の香港特別行政区、インド、パキスタンなどの国々のように、多少のお茶文化を持っていた地域も含まれる。また、東アフリカ(現在のケニア、タンザニアとウガンダ)や太平洋(オーストラリアやニュージーランド)のような、お茶文化を持っていなかった地域も含まれる。
さまざまな地域がブラックティーや緑茶やウーロン茶など異なった種類のお茶を好んで飲用し、ハーブや牛乳や砂糖などを使って異なった風味付けをする。また、茶の温度や濃さなども大きく異なる。

## 東アジア

### 中国
中国文化圏においては伝統的に中国茶を楽しむ文化があり、現在でも喫茶文化が盛んである。

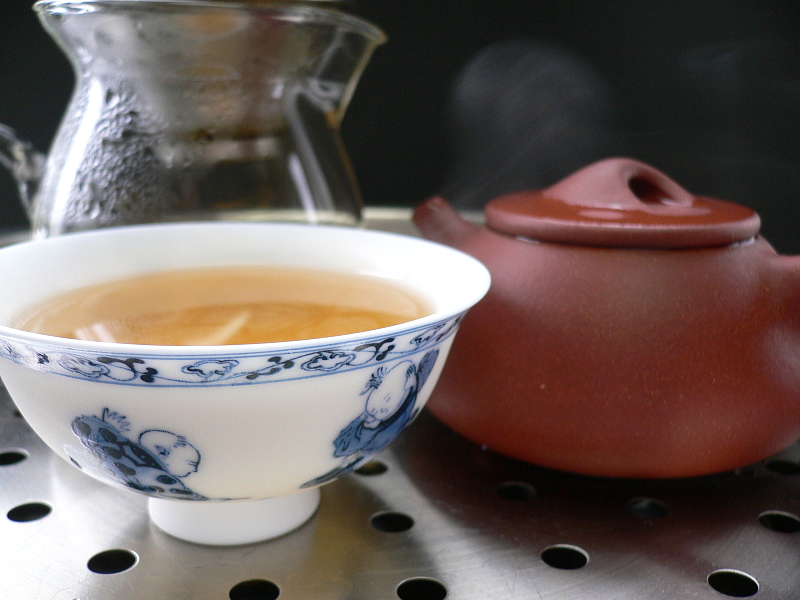
中国茶の干茶

唐王朝時代、 陸羽は、日陰の山腹で育っている植物が質の悪い茶葉になっていて、そのお茶が腹部膨張を引き起こす原因になっていることを見つけた。茶の製造としてもっとも一般的だった過程は、水を茶葉と共に煎じることだった。水は火鉢の上の大鍋の中で「魚の目」と言われるくらいの大きさの泡が立つまで沸騰させた。お茶の味を保つために、適量の塩も加えられた。

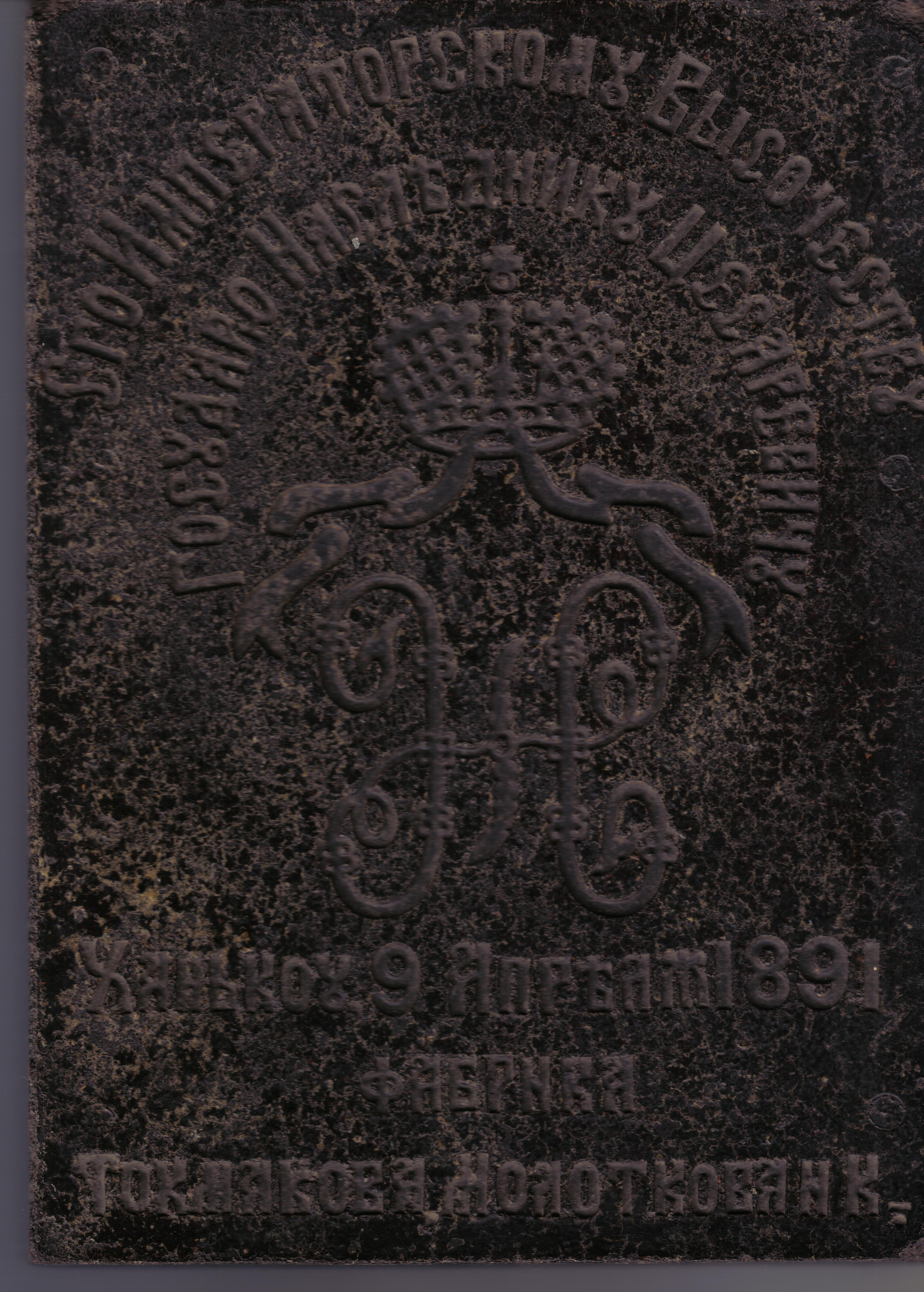
ロシアのニコライ2世の帝国軍のために作られた磚茶

明王朝以前までに提供されていたお茶は一般的に磚茶から作られていた。収穫後、積まれた茶葉は、部分的に、或いは全体的に乾燥させられた後に煉瓦状に圧縮される。プーアル茶の圧縮は、この過程の名残に似ている。磚茶のブロックは通貨として使われることもあった。

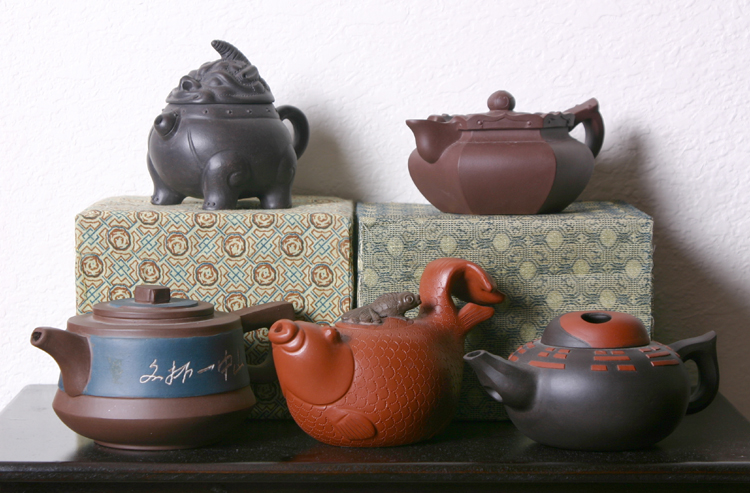
いろいろな形をした5つの宜興急須

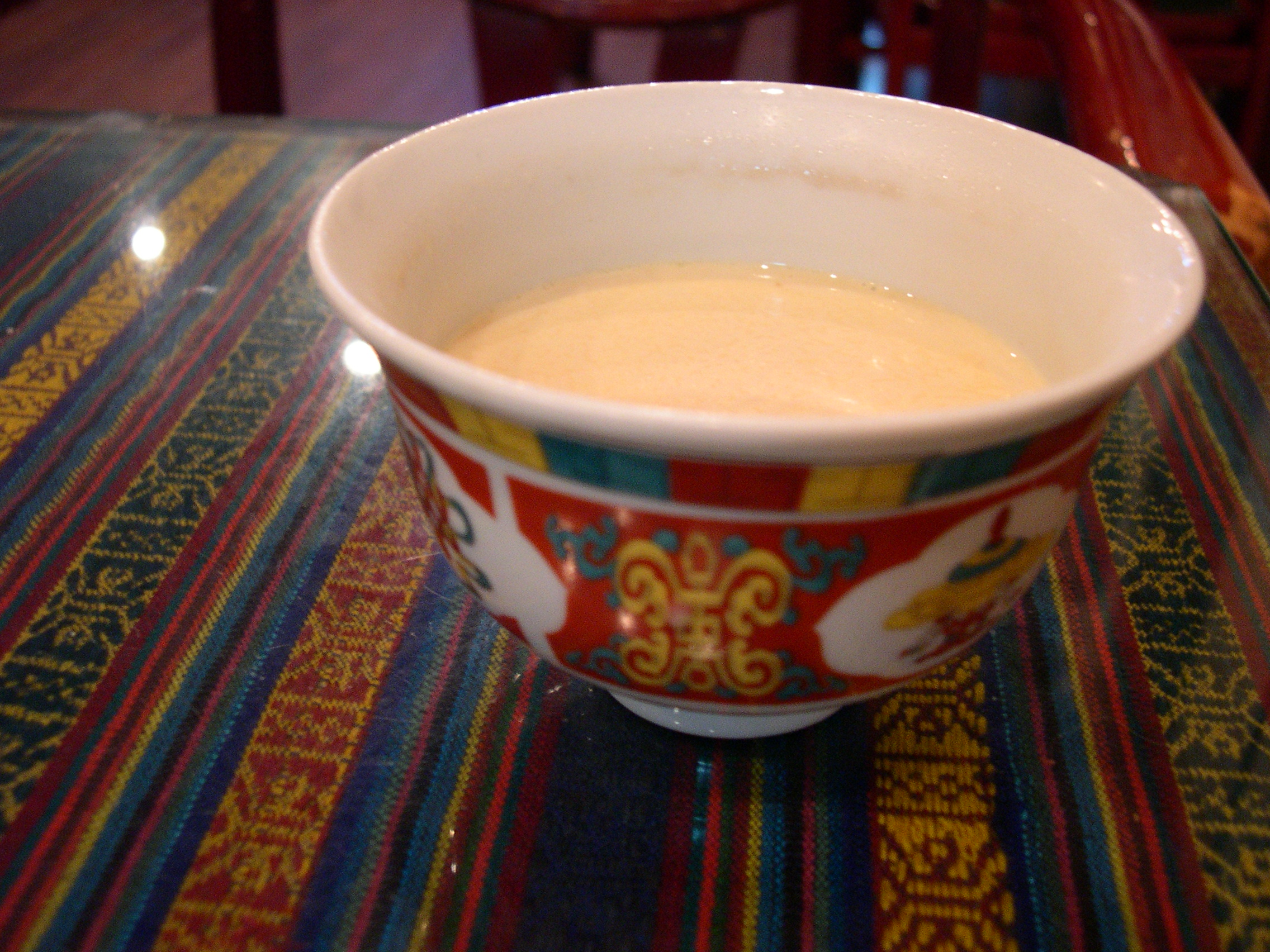
バター茶

チベットでは、煮出した磚茶にバターと塩やミルクを加えて混ぜたバター茶が飲まれている。

### 台湾
台湾の喫茶文化には、中国や、島に移民してきた漢民族などから影響を受けた伝統ある喫茶文化が含まれている。山茶は、オランダ東インド会社によって台湾で初めて発見された。

### 韓国
韓国における茶礼は、仏教文化と深く結びついている。

### 日本

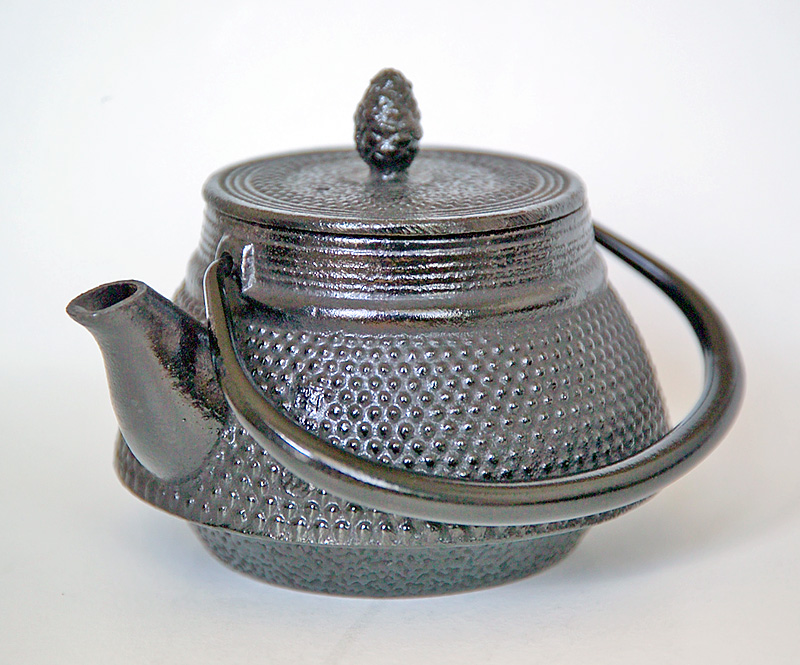
コレクター向けの、東北地方にある、一杯分の大きさの急須。鋳造された鉄に、艶出し加工が施されている。

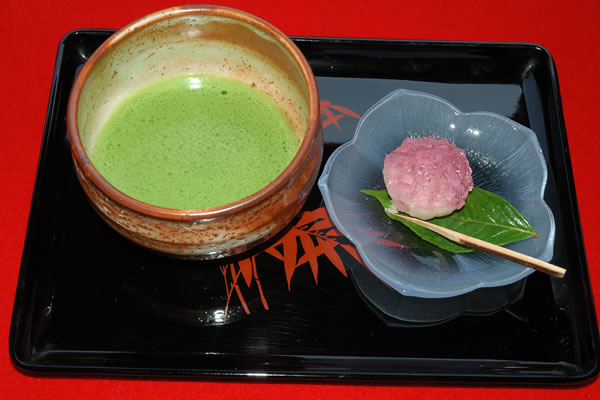
一杯の抹茶と和菓子

日本においては歴史的に茶道が盛んである。

## 東南アジア

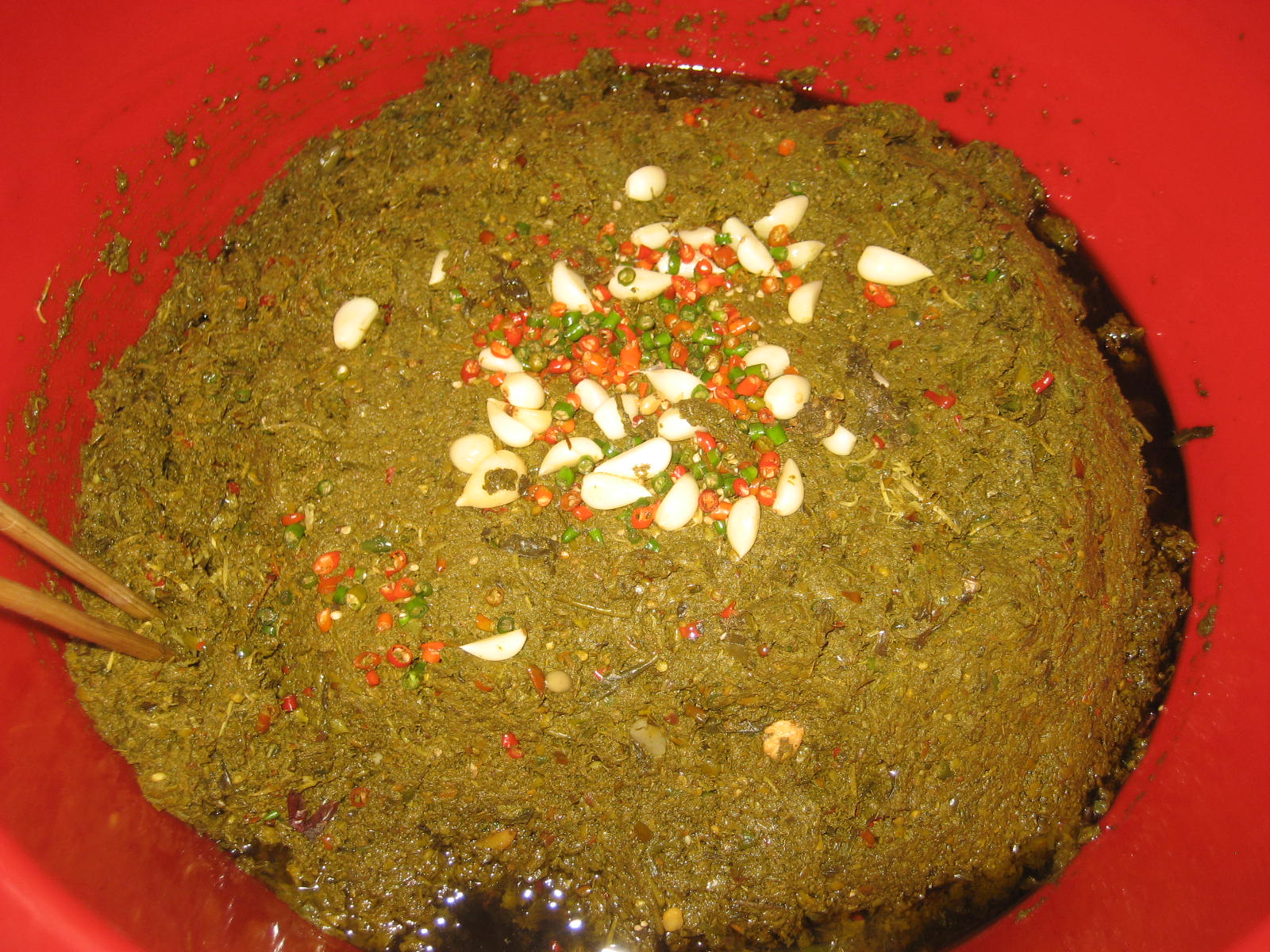
ラペソーの一例

タイでは、チャーイェンという、スパイスや甘味料を加えたアイスティーが飲まれている。
ミャンマーでは、緑茶やラパイェ（ミルクティー）が飲まれている。また、茶葉を発酵させたラペソー（Lahpetso）は、おかずやお茶請けとして使われている。ラペソーは、ビルマ語で茶を意味するラペ（lepet）と、湿っている状態を意味するソー（so）をあわせた言葉である。
ベトナムでは緑茶などに加え、ハスの花をブレンドした蓮茶なども飲まれている。

## 南アジア

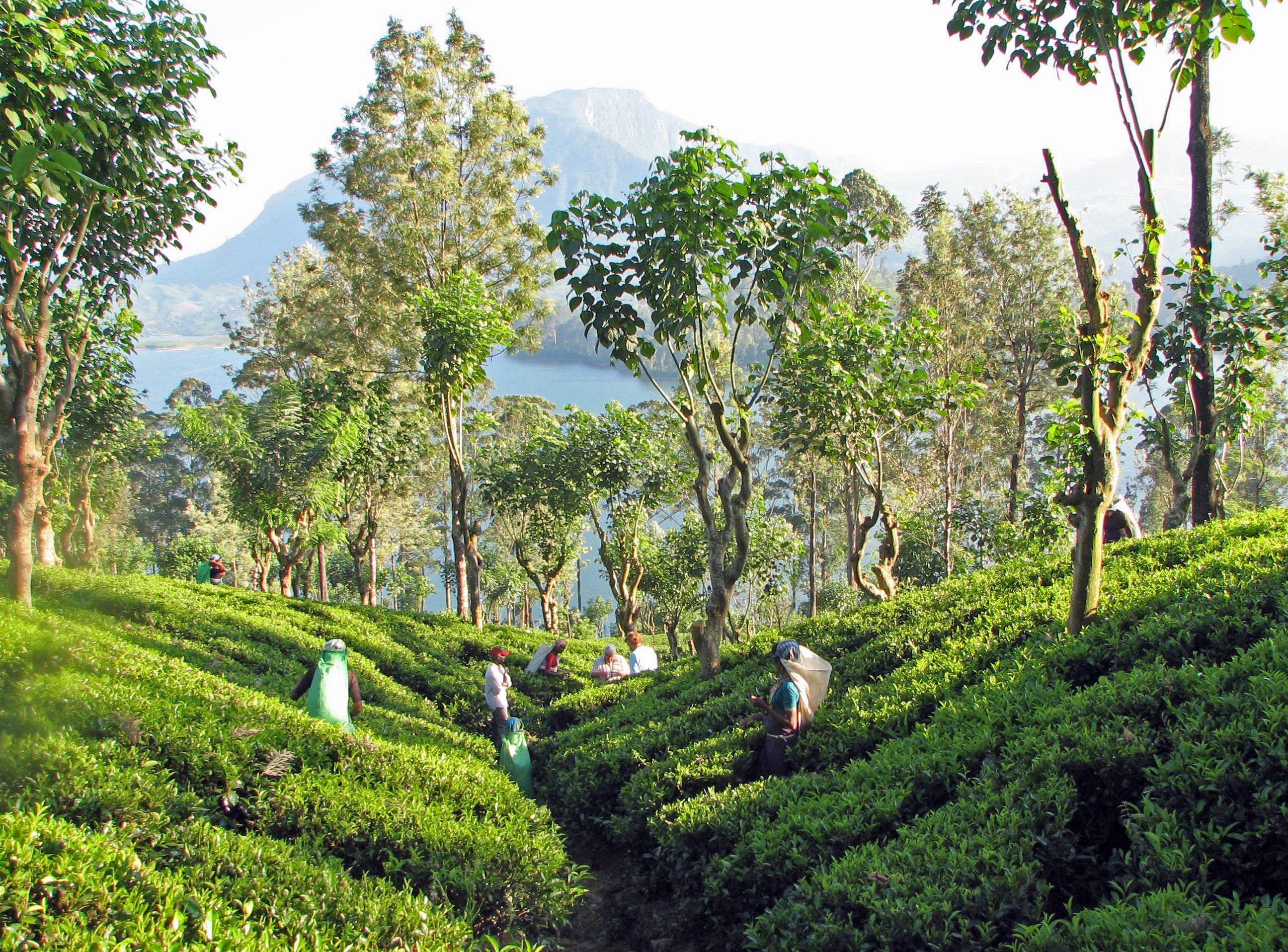
スリランカの茶葉の栽培

### インド

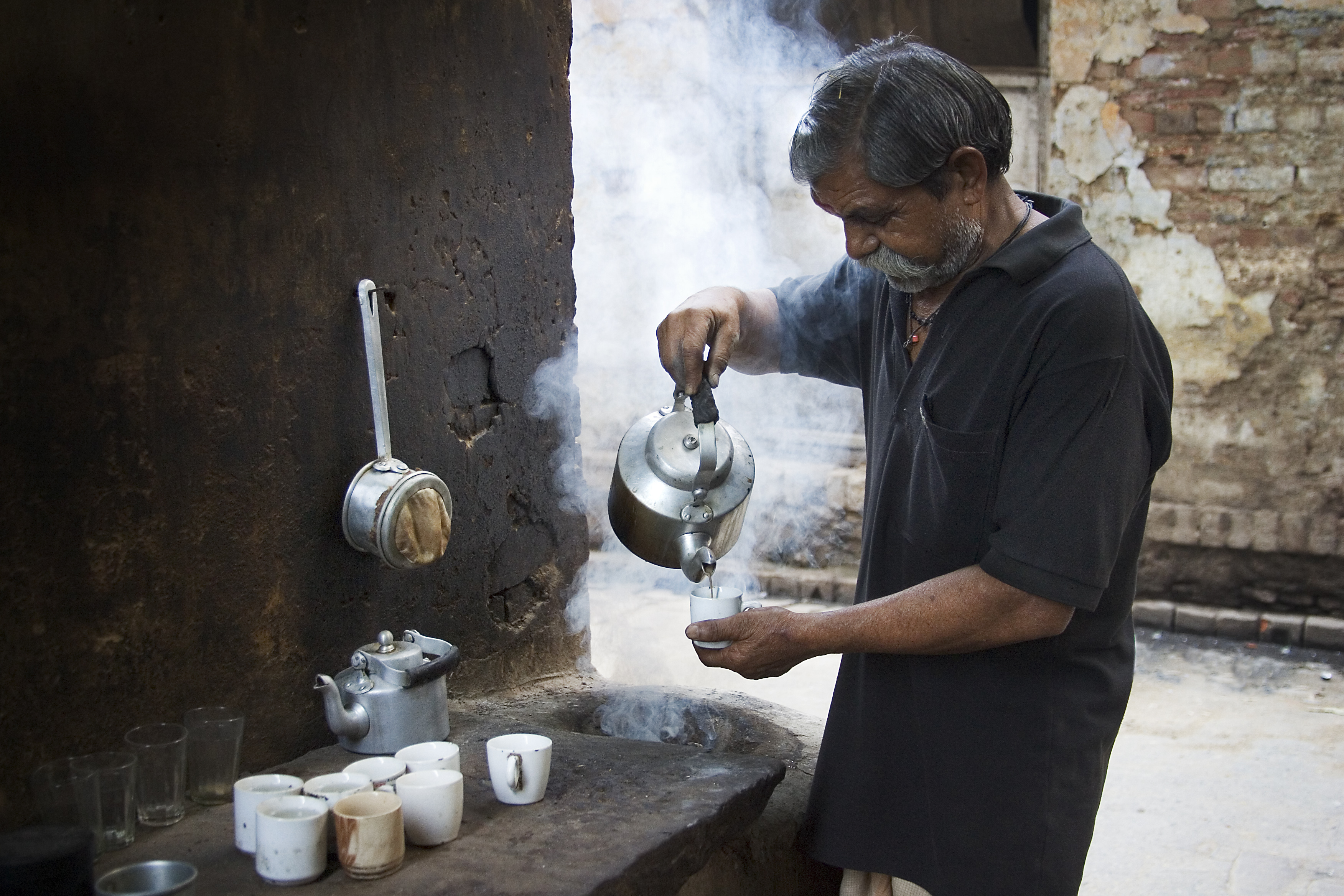
チャイを淹れるチャイワラ（チャイ売り）の男性。インドのヴァーラーナシーにて撮影。

世界最大級の茶葉の生産国の一つ、インドでは、朝ごはんから夜の飲み物としてお茶がよく飲まれている。お茶は一般的に、牛乳、砂糖、それからショウガや小豆蔲、黒胡椒、シナモンといった香辛料と共に飲まれ、マサラチャイとして親しまれている。ほとんど全てのお茶は、CTC製法で作られたインド紅茶として飲まれる。普通、沸騰した水に茶葉を入れてお茶を抽出し、牛乳を加える。
客にお茶を差し出すことは、インドの家庭や、オフィス、仕事の場において基本的な慣習である。お茶は、チャイワラとして知られるお茶農家の人々が営む、道端の小さな屋台でも提供される。
2012年4月21日、計画委員会の副議長であるモンテック・シン・アルワリアは、2013年の4月までにお茶は国民的な飲み物だと断言されるだろうと言った。その出来事について、インドのアッサム州のタルンゴゴイ元州知事は、発展を確実にするために、お茶産業向けの特別なパッケージが発表されるだろうと述べた。その動きは、国内のお茶の生産量を増加させると思われていたが、2013年5月、商務部部長は、競争相手のコーヒー産業に支障をきたすことを恐れて、お茶を国民的飲料として宣言しないことを決断した。

## 西アジア・アラブ地域

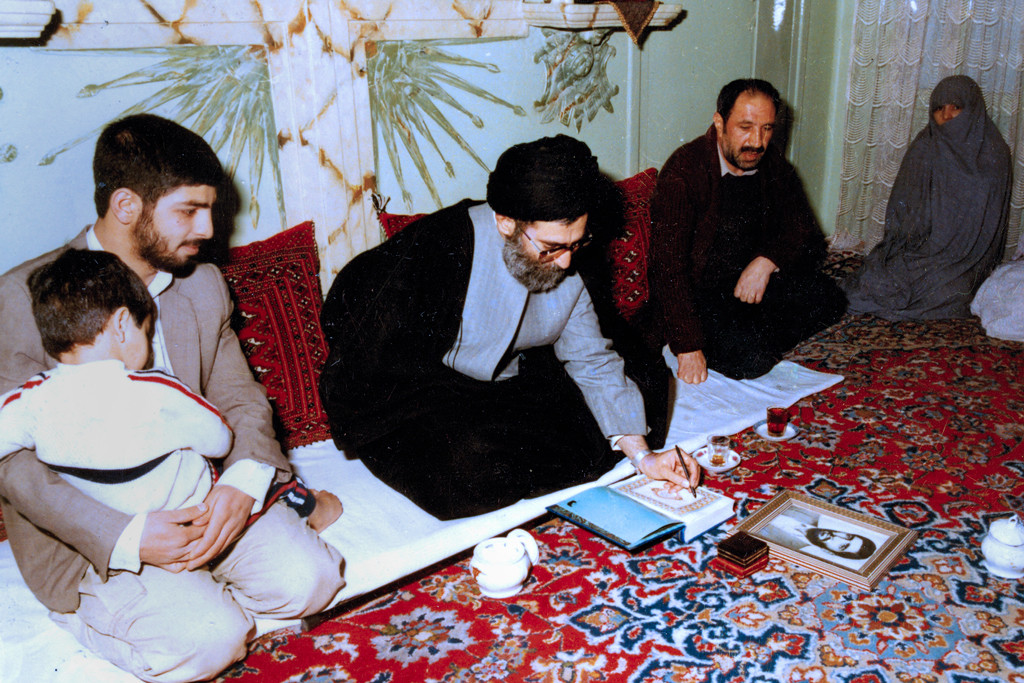
1987年2月、家に訪問したアリー・ハーメネイー氏（イラン最高指導者）にお茶を提供するイランの家族

### トルコ

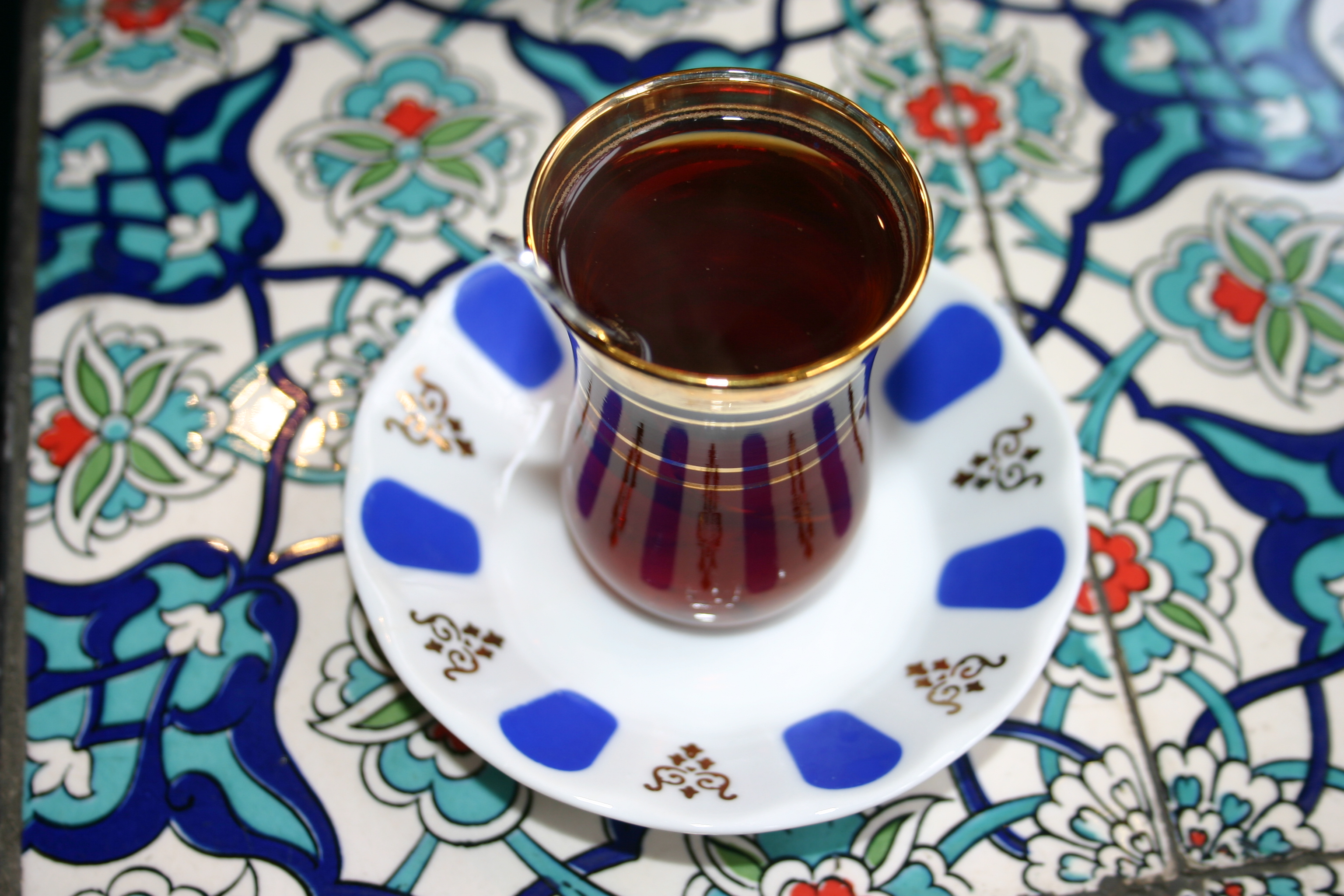
代表的なカップに注がれたトルコ茶

2016年の時点で、トルコは3.16㎏で、一人当たりのお茶の消費量が一番多いという統計が出された。2004年、トルコは205,500トン（世界のお茶の生産量の6,4%相当）もの茶葉を生産し、トルコは世界の巨大お茶市場の一つになった。うち120,000トンはトルコ内で消費され、残りは輸出された 。 2010年、トルコは一人当たりの消費量が2.7㎏で世界一の数値だった 。2013年には、トルコのお茶の一人あたりの消費量は一日10杯を超え、毎年13.8㎏に及ぶ。お茶のほとんどは黒海海岸にある都市、リゼ県で栽培されている。

## アフリカ

### エジプト
エジプトではお茶は国民的な飲み物で、コーヒーよりも普及している。エジプトではお茶は「シャイ」と呼ばれる。

### モロッコ

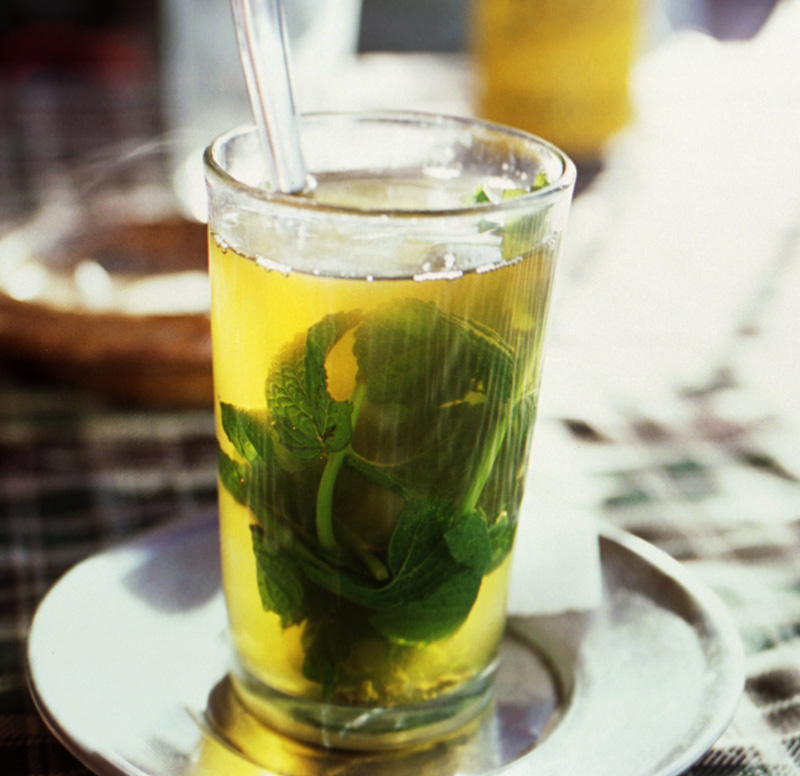
モロッコミントティー

モロッコは世界で最も緑茶の輸出量が多いと考えられている。ミントティーの飲用も盛んである。

### ソマリア
ソマリア人はラクダの乳を入れてお茶を飲むことも多い。

## ヨーロッパ

### 中部

#### ドイツ

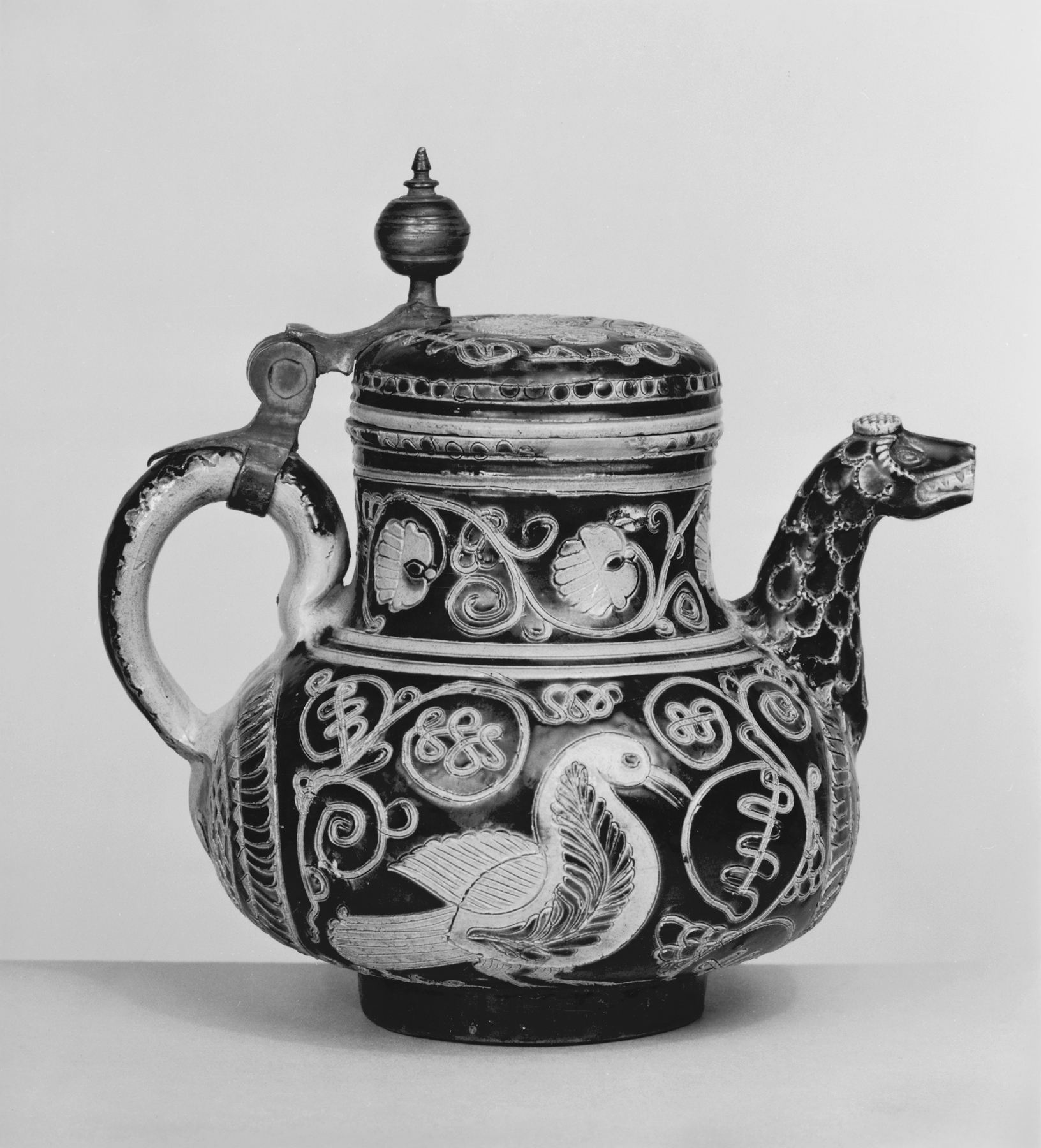
蝶番の蓋の、18世紀のドイツのティーポット

東フリージア地域には、注目すべきお茶の消費と喫茶文化がある。
伝統的なお茶の淹れ方は次の通りである：クルンチェと言われる、ゆっくりと溶ける白い飴状の砂糖を空のカップ（複数のカップに甘味をつけられるように）に入れる。そして、クルンチェの上にお茶が注がれる。生クリームの「雲」（"Wölkje"―フリージア語で小さな「雲」） が、「水」のお茶に加えられ、砂糖は「大地」を代表する。茶道具一式には一般的に東フリージアの薔薇の柄が施される。

#### ロシア

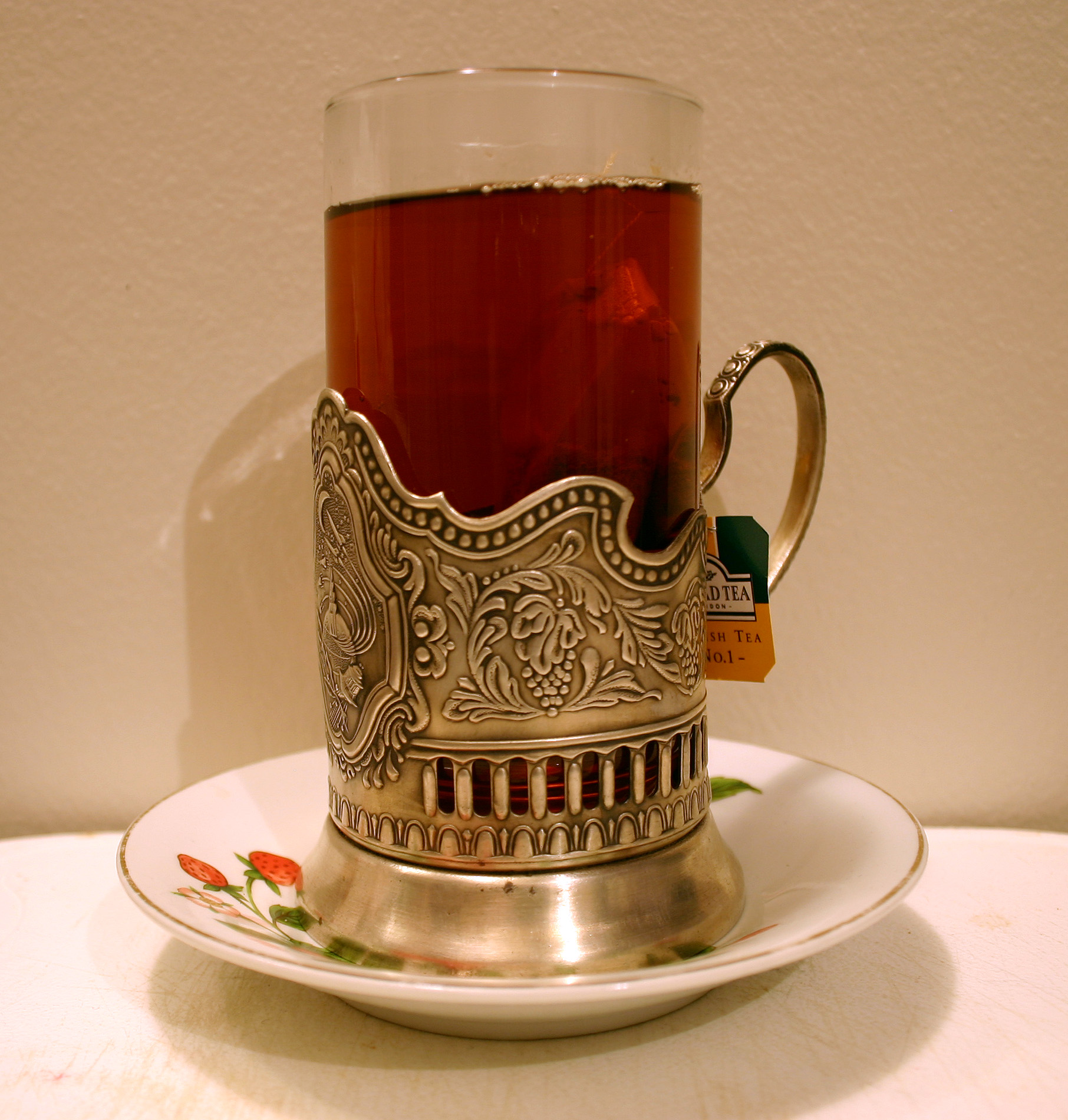
ソビエトの宇宙探索を記念する、ロシアの伝統的なグラス入れ（ポトスタカーンニク）。コリチュギノにて撮影

### 西部

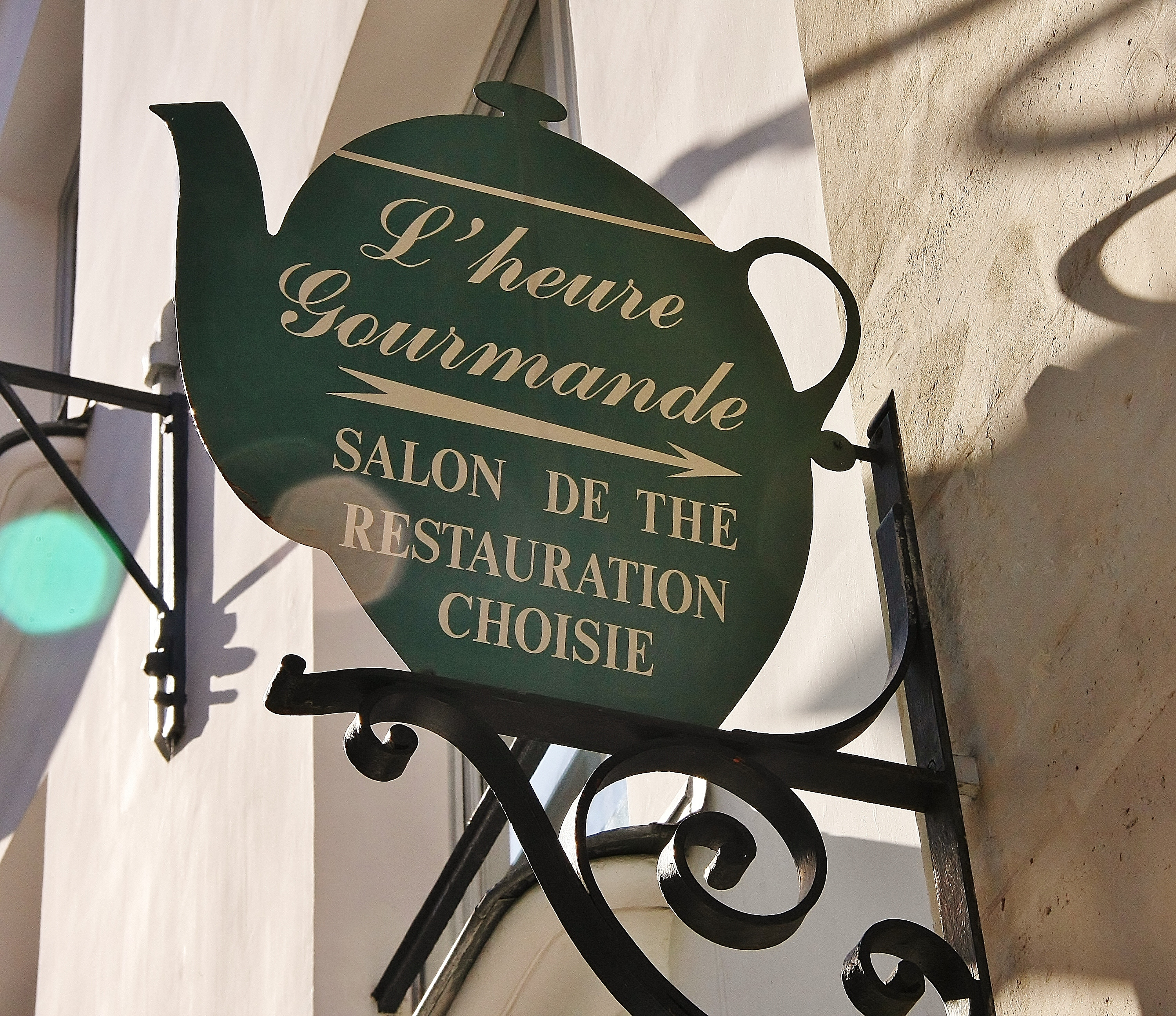
パリにあるティーポットの形をしたサロン・ド・テの看板

#### フランス
フランスの食文化としてコーヒーが有名である一方、アフタヌーンティーは長い間上流階級の社会的習慣であった。マルセル・プルーストの小説などでも描かれていることで有名である。マリアージュフレールは1854年創業の、パリの有名な高級紅茶専門店である。ただ、フランスのお茶の市場はイギリスの市場と比べるとごくわずかにすぎない（フランスの一人あたりの年間の茶葉の消費量200ｇに比べると、イギリスの一人あたりの年間の茶葉の消費量は2kgにもなる）。だが、これは1995年から2005年にかけて倍増しており、今もその数値は増加傾向にある。フランスのお茶は黒い品種が多いが、アジアの緑茶や果物風味のお茶も浸透しつつある。フランス人はたいてい午後にお茶を飲む。お茶はサロン・ド・テ（フランス語で喫茶店）で飲まれる。フランスでは、お茶に砂糖を加える人が圧倒的に多く(65%)、牛乳(25%)、レモン(30%)、何も入れないで飲む(32%)は同じくらいの人気度である。

#### アイルランド

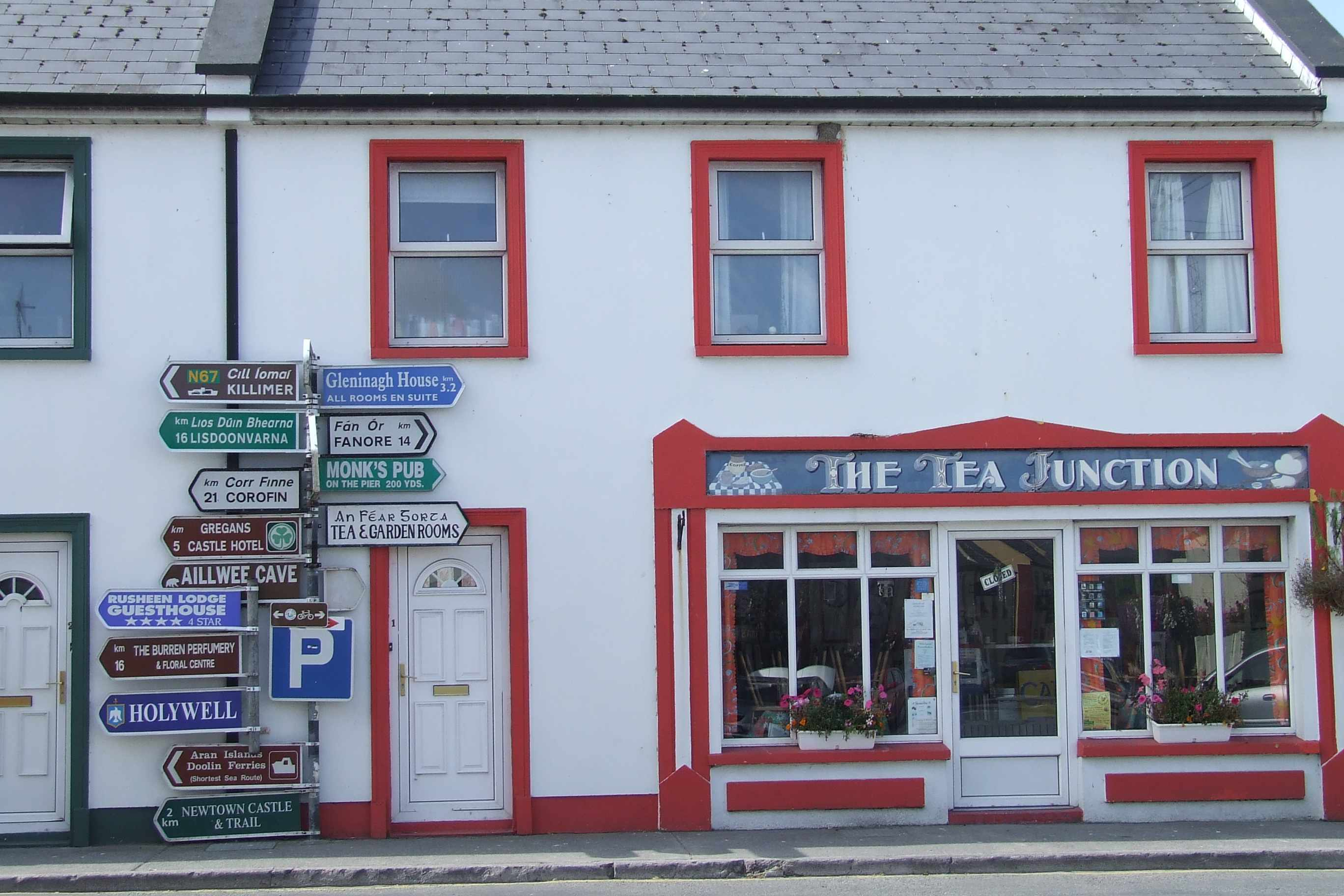
アイルランドのクレア県バリーボーンにある喫茶店

アイルランドは世界で二番目に一人当たりのお茶の消費量が多い国である。その量は年間2.19kgである。イギリス国内での喫茶文化はほとんど違わないが、アイルランドの喫茶文化とは違う部分が多数ある。例えば、アイルランドでは、お茶は牛乳か砂糖を入れて飲む。また、アイルランドのお茶は少し香辛料がきいていて、イギリスの伝統的なブレンドよりも濃い。アイルランドの有名なお茶のブランドには、Lyons、Barry's、Bewley'sなどがある。

#### ポルトガル
ポルトガルの茶葉の栽培の多くはアゾレス諸島で行われる。アゾレス諸島とは、ポルトガル本土から1500㎞西部に位置する島々のことである。ポルトガルはヨーロッパで最初にお茶を飲む習慣を導入した国であり、同時にお茶を生産したヨーロッパ最初の国である。1750年、カペラスからサンミゲル島のポルトフォルモーゾにまで至る地域は、茶葉試験栽培地として使われていた。そこでは10㎏の紅茶の茶葉と8㎏の緑茶の茶葉が生産された。1883年、中国のマカオ地域の専門技術を持った労働者による指導もあり、百年後には茶葉の生産が重要視されるようになり、茶葉の栽培は拡大した。彼らの栽培方法を受け継ぎ、お茶の香りに「高貴さ」を添えるためにジャスミンやMalva vacciones (ゼニアオイ属の一種)などの種類の植物が導入されたが、ジャスミンだけしか使われなかった。

#### イギリス

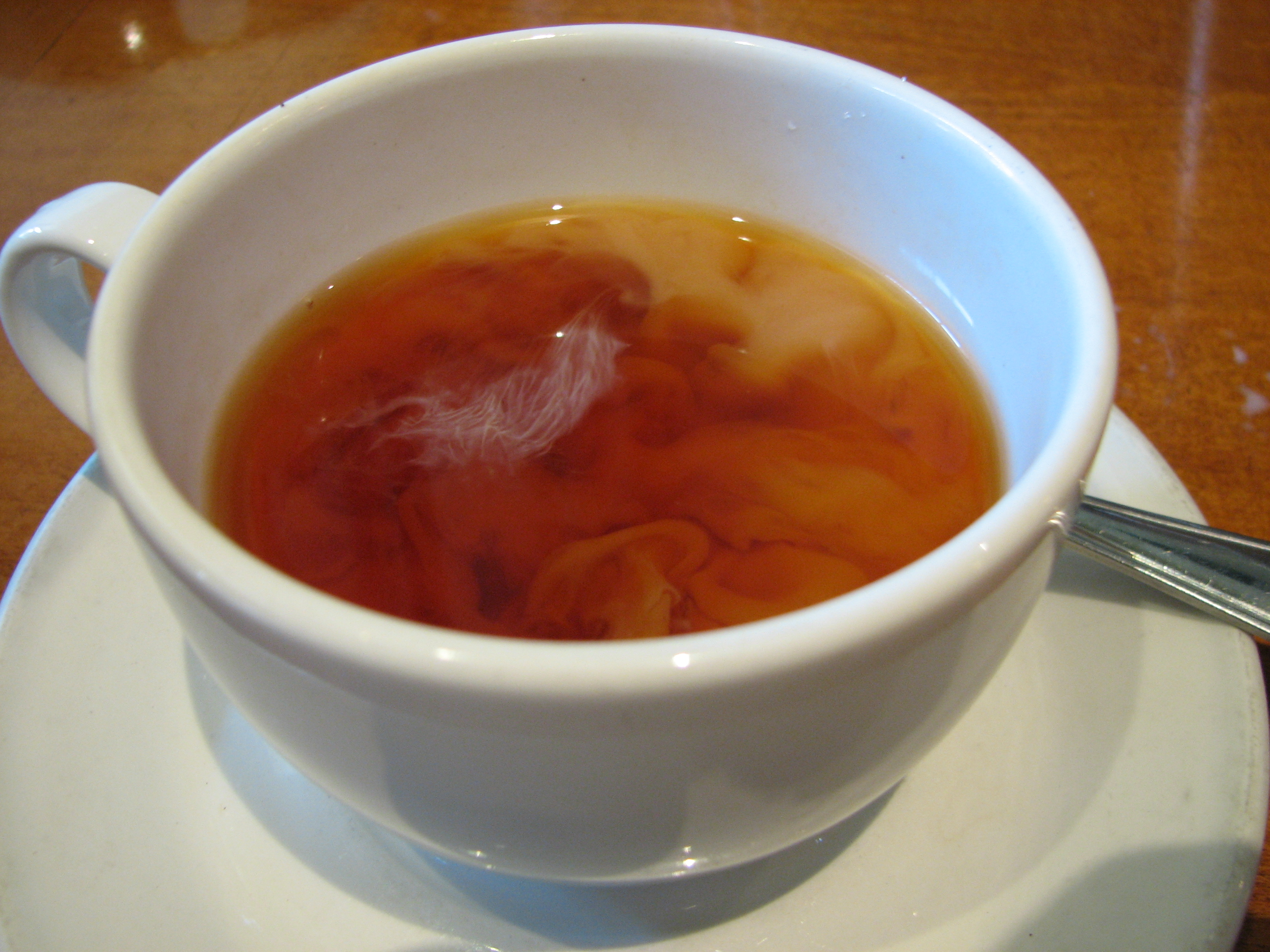
混ぜる前のブラックティーと牛乳

イギリス人は世界屈指のお茶の消費量を誇る人々である。イギリス人の一人当たりのお茶消費量は年間1.9㎏である。 

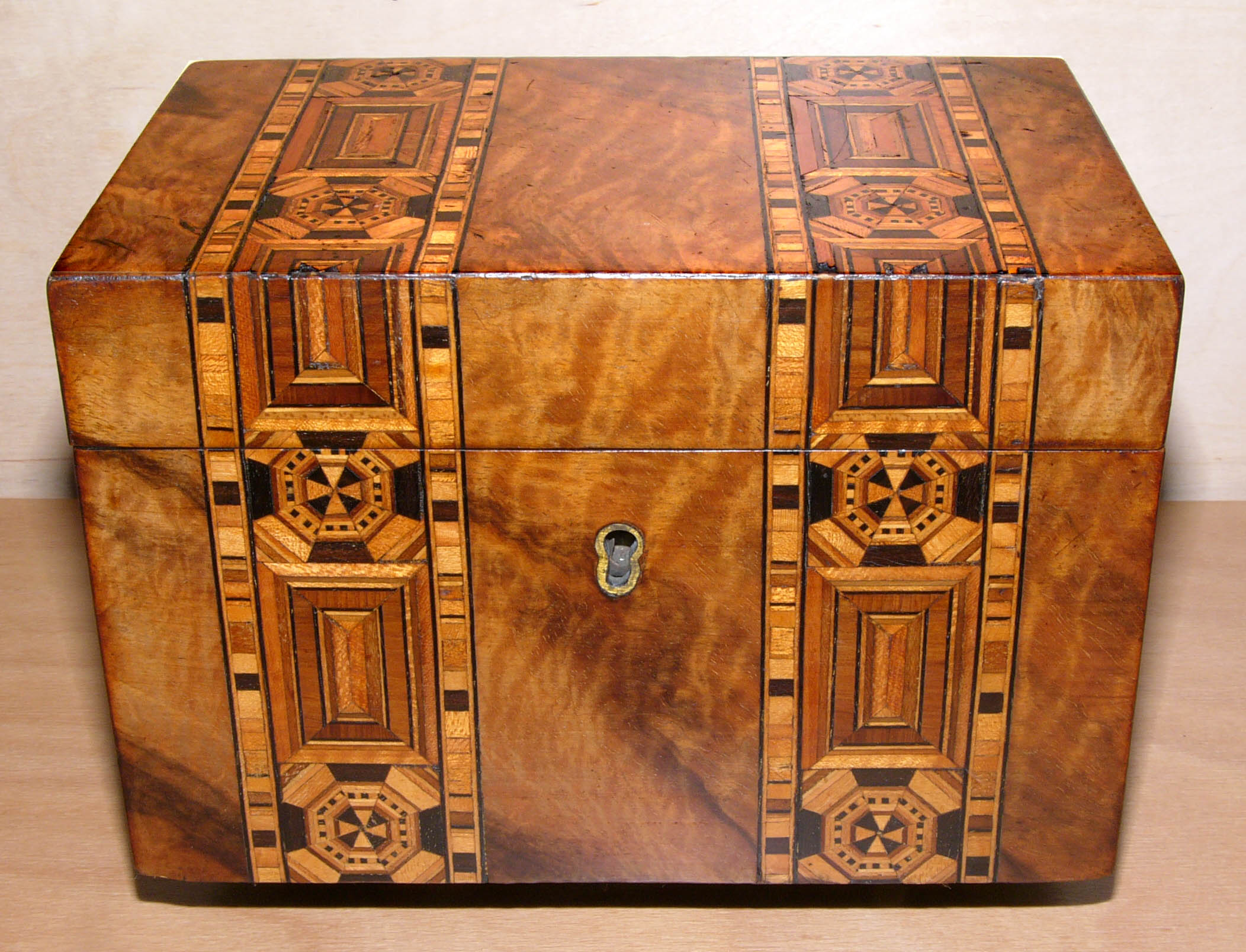
茶筒として知られる、茶葉を貯蔵するための箱

学者の中にはイギリスの産業革命にお茶が関わっていることを示唆する者もいる。アフタヌーンティーは長時間工場で働く長時間労働者の数を増やす手段になったとみられる。お茶に含まれる精神刺激効果のある成分が、特に甘い菓子と一緒に摂取することで、労働者の、仕事を終わらせようとする原動力となったとみられる。さらに、お茶を飲むためにお湯を沸かすことで、赤痢、コレラ、腸チフスなどの病原菌を殺すことができ、産業革命による都市化の影響を緩和する効果もあった。

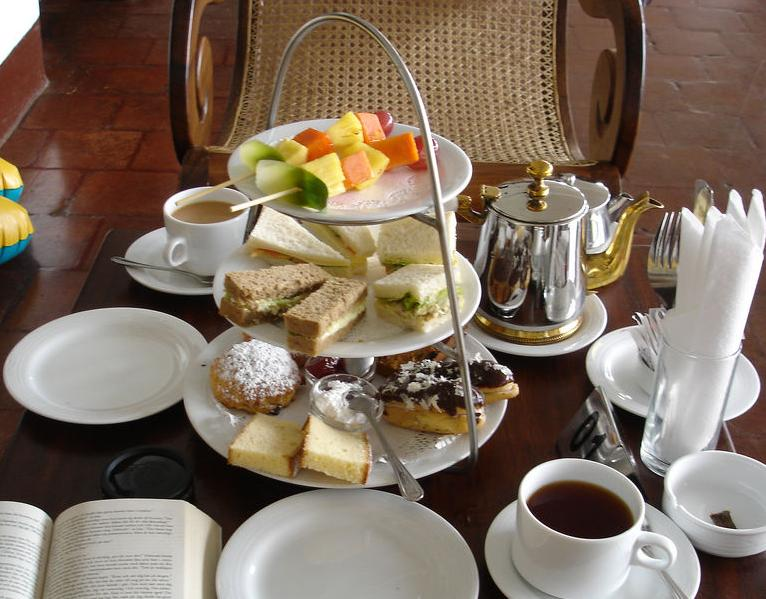
アフタヌーンティーのティーサービス一式の一例

## 北米

### アメリカ合衆国

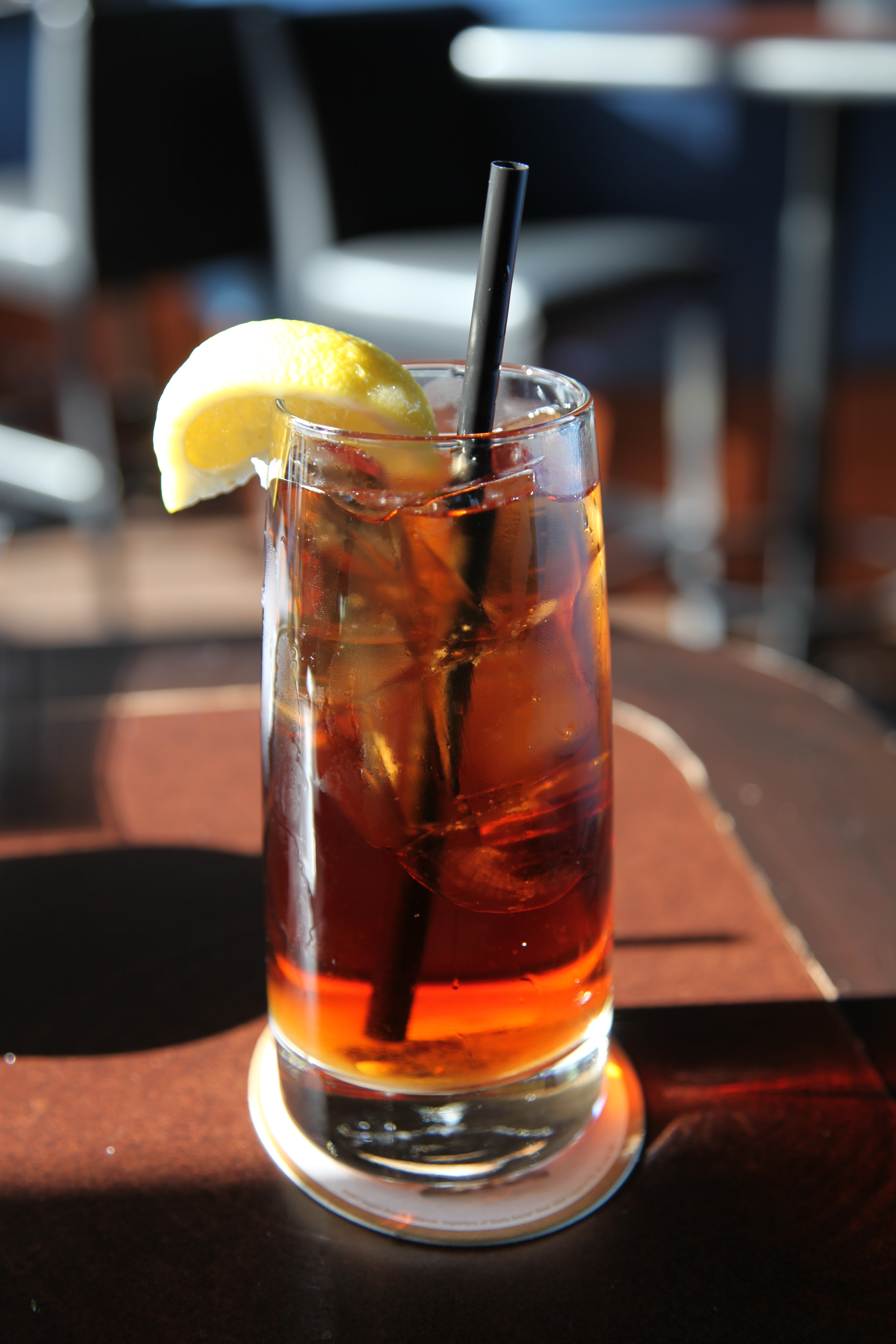
アメリカ合衆国でよく飲まれているアイスティー

アイスティーなどが好まれている。氷を入れて冷たくしたうえで、大量の砂糖や甘味料で甘くして飲むことが多い。